# Englund-Gambit
|   | a | b | c | d | e | f | g | h |   |
| 8 |   |   |   |   |   |   |   |   | 8 |
| 7 |   |   |   |   |   |   |   |   | 7 |
| 6 |   |   |   |   |   |   |   |   | 6 |
| 5 |   |   |   |   |   |   |   |   | 5 |
| 4 |   |   |   |   |   |   |   |   | 4 |
| 3 |   |   |   |   |   |   |   |   | 3 |
| 2 |   |   |   |   |   |   |   |   | 2 |
| 1 |   |   |   |   |   |   |   |   | 1 |
|   | a | b | c | d | e | f | g | h |   |

Grundstellung des Englund-Gambits (nach 1. d2–d4 e7–e5 2. d4xe5 Sb8–c6 3. Sg1–f3 Dd8–e7)
Das Englund-Gambit ist eine Eröffnung im Schachspiel. Es zählt zu den Geschlossenen Spielen und entsteht dadurch, dass Schwarz auf den Doppelschritt des Damenbauern 1. d2–d4 mit 1. … e7–e5 den Königsbauern zum Schlagen anbietet. Das eigentliche Englund-Gambit im engeren Sinne ergibt sich nach 2. d4xe5 Sb8–c6 3. Sg1–f3 Dd8–e7. Im weiteren Sinne werden heute auch andere Varianten, die sich aus 1. d2–d4 e7–e5 ergeben, zum Englund-Gambit gezählt.
Weiß sollte das Gambit (ein Bauernopfer in der Eröffnung) annehmen. Er könnte auch Albins Gegengambit oder das Budapester Gambit provozieren, sowie selbst in das Mittelgambit übergehen, doch diese Eröffnungen versprechen Weiß weniger Vorteil als das angebotene Englund-Gambit.
Auch wenn das Englund-Gambit als nicht streng korrekt gilt und deswegen in professionellen Turnieren allenfalls am Rande anzutreffen ist, führt es zu einem scharfen, verwicklungsreichen Spiel und erfreut sich deswegen im Bereich des Amateurschachs und des Fernschachs einiger Beliebtheit.
In der Eröffnungssystematik der ECO-Codes wird das Englund-Gambit unter dem Schlüssel A40 klassifiziert. Benannt wurde es nach dem schwedischen Schachspieler Fritz Englund.

## Hauptvarianten
Die Hauptvarianten des Gambits werden eingeleitet durch die Züge (siehe auch: Schachnotation):
1. d2–d4 e7–e5

### Angenommenes Gambit
- 2. d4xe5 d7–d6 ist das nach Carl Hartlaub benannte Hartlaub-Gambit. Mögliche Varianten:
  - 3. Sg1–f3 Lc8–g4
    - 4. e2–e4 (Nun ist durch Zugumstellung der Beginn von Morphy – Karl von Braunschweig und Graf Isoard, Paris 1858 entstanden. Sb8–d7, das Albin-Blackburne-Gambit, ist ein Verbesserungsversuch)
    - 4. Lc1–f4 Sb8–c6

  - 3. e5xd6 Lf8xd6

- 2. d4xe5 Sb8–c6 3. Sg1–f3 Dd8–e7 – das Englund-Gambit im engeren Sinne:
  -     - 4. Dd1–d5 (Stockholmer Variante, diese Stellung war Gegenstand des Thematurniers von 1933) macht das Befreiungsopfer 4. … f7–f6 5. e5xf6 Sg8xf6 6. Dd5–b3 notwendig.
    - 4. Lc1–f4 (Grob-Variante) Hierbei muss Weiß nach 4. … De7–b4+ 5. Lf4–d2 Db4xb2 6. Sb1–c3 ziehen, denn 6. Ld2–c3? führt nach Lf8–b4 zu Figurenverlust oder Matt: 7. Dd1–d2 Lb4xc3 8. Dd2xc3 Db2–c1#
    - 4. Sb1–c3 und nach Sc6xe5 5. Sc3–d5 Se5xf3+ 6. g2xf3 De7–d8 ist 7. Dd1–d4 eine Empfehlung von Viktor Kortschnoi
    - 4. Lc1–g5

  - 3. … d7–d6 ist das Verzögerte Hartlaub-Gambit
  - 3. … f7–f6 Das in den 1950er Jahren von Karl Soller und Emil Joseph Diemer analysierte Soller-Gambit. Sie versuchten mit dem Gambit als Nachziehender ein ähnliches System wie das Blackmar-Diemer-Gambit zu spielen. Zu diesem Zweck spielte Soller f7–f6 bereits im zweiten Zug. Die bereits 1940 von Kurt Richter eingeführte Variante mit 2. … Sb8–c6 3. Sg1–f3 f7–f6 gilt als etwas besser.
    - 4. e5xf6 Sg8xf6 5. Lc1–g5
    - 4. Lc1–f4 f6xe5 5. Sf3xe5 Dd8–f6
    - 4. e2–e4 f6xe5 ist die Traxler-Variante.

  - 3. … Lf8–c5 (Felbecker-Gambit)
  - 3. … Sg8–e7 (Zilbermints) 4. Sb1–c3 Nun würde sofortiges Se7–g6 durch 5. Lc1–g5 Lf8–e7 6. Lg5xe7 Dd8xe7 7. Sc3–d5 De7–d8 8. Dd1–d2 Sc6xe5 9. Sf3xe5 Sg6xe5 10. Dd2–c3 widerlegt.

### Abgelehntes Gambit
- 2. c2–c4 d7–d5 (Übergang in Albins Gegengambit)
- 2. c2–c4 Sg8–f6 (Übergang in das Budapester Gambit)
- 2. e2–e4 (Übergang in das Mittelgambit)

## Geschichte
1. d2–d4 e7–e5 wurde Ende des 19. Jahrhunderts von Julius Thirring und Carl Hartlaub in die Turnierpraxis eingeführt. Diese beantworteten 2. d4xe5 mit d7–d6. Heute wird diese Variante als Hartlaub-Gambit bezeichnet. Man hoffte, in eine Variante der Philidor-Verteidigung überzuleiten, die einige Jahre zuvor von Adolf Albin und Joseph Henry Blackburne untersucht worden war und auch von Emanuel Lasker und Jacques Mieses gespielt wurde. Als Inspiration dürfte ferner auch Froms Gambit gedient haben, bei dem allerdings nicht der d-Bauer, sondern der f-Bauer auf e5 und d6 schlägt.
Das eigentliche Englund-Gambit wurde im Jahre 1930 von dem lettischen Meister Carl Behting in einem Artikel in der Deutschen Schachzeitung untersucht. Behting untersuchte vor allem die Variante 4. Dd1–d5. Heute wird diese Variante als Stockholmer Variante bezeichnet. In Stockholm organisierte nämlich Fritz Englund, der durch einen Artikel Behtings in der Deutschen Schachzeitung auf das Gambit aufmerksam geworden war, 1932 ein Thematurnier, in dem dieser vierte Zug vorgeschrieben war. Weiß gewann in diesem Turnier 18 der 30 Partien bei 5 Remis, weshalb das Gambit daraufhin als inkorrekt angesehen wurde.
Dennoch wandte der Schweizer Schachspieler Henry Grob das Englund-Gambit regelmäßig in Fernschachpartien an. Er veröffentlichte 1968 auch ein Buch über die Eröffnung. Anstelle von 4. Dd1–d5 empfahl Grob 4. Lc1–f4. Wie Behting und später auch Stefan Bücker kam Grob zu dem Ergebnis, dass das Englund-Gambit durchaus eine spielbare Eröffnung sei.
Ein drittes aus 1. d2–d4 e7–e5 entstehendes Gambit ist das nach Karl Soller benannte Soller-Gambit, das von diesem Anfang der 1950er-Jahre eingeführt wurde. Soller bevorzugte mit Weiß das Blackmar-Diemer-Gambit und wollte nun auch mit Schwarz eine ähnliche Eröffnung spielen. Auch Emil Josef Diemer und Hans Felbecker wendeten das Soller-Gambit regelmäßig an.